# Allactaga williamsi
Allactaga williamsi (Тушкан Вільямса) — вид гризунів підродини Тушканові (Allactaginae).

## Поширення
Країни поширення: Афганістан, Вірменія, Азербайджан, Іран, Туреччина. Висота проживання варіюється від 360 м над рівнем моря, на заході свого ареалу, до 3200 м над рівнем моря в Афганістані. Цей вид зустрічається в степових районах з рідкісною рослинністю. Рідко зустрічається в оброблюваних землях. 

## Звички
Цей вид живе в норах, і дає два приплоди на рік від 3 до 6 дитинчат в кожному.

## Загрози та охорона
Степ значно скоротився в останні десятиліття в Туреччині. Цей вид зустрічається в кількох природоохоронних територіях.

## Ресурси Інтернету
- Eken, G., Bozdogan, M. & Molur, S. 2008. Allactaga williamsi [Архівовано 14 листопада 2012 у Wayback Machine.]

| Панда | Це незавершена стаття з теріології. Ви можете допомогти проєкту, виправивши або дописавши її. |